# Ammotrechula peninsulana
Ammotrechula peninsulana är en spindeldjursart som först beskrevs av Banks 1898.  Ammotrechula peninsulana ingår i släktet Ammotrechula och familjen Ammotrechidae. Inga underarter finns listade i Catalogue of Life.